# Crepis palaestina
Crepis palaestina là một loài thực vật có hoa trong họ Cúc. Loài này được (Boiss.) Bornm. mô tả khoa học đầu tiên năm 1914.